# José Izquierdo
José Heriberto Izquierdo Mena (Pereira, 7 juli 1992) is een Colombiaans voormalig voetballer die doorgaans als linksbuiten speelde. Izquierdo debuteerde in 2017 in het Colombiaans voetbalelftal.

## Clubcarrière
Izquierdo debuteerde in 2010 in het betaald voetbal toen hij met het eerste team van Deportivo Pereira een wedstrijd in de Categoría Primera A speelde. Hij speelde 69 competitiewedstrijden voor de club, waarin hij veertien keer scoorde. Izquierdo verruilde Deportivo Pereira in 2013 voor Once Caldas. In augustus 2014 werd zijn overgang naar Club Brugge een feit, waar hij de vervanger van Maxime Lestienne moest worden. Izquierdo verlengde in augustus 2015 zijn contract bij de Belgische club tot medio 2019.
Op 8 februari 2017 kreeg hij als eerste Colombiaan de Gouden Schoen 2016. Hij verzegelde zijn goed seizoen door opgeroepen te worden voor de nationale ploeg van Colombia.
In het seizoen 2017/18 viel hij bij Club Brugge nog twee keer in tijdens de Champions League-kwalificatiewedstrijden tegen Istanbul Başakşehir, maar in augustus 2017 ondertekende hij een contract voor vier seizoenen bij Brighton & Hove Albion. Met zijn transfersom van 15 miljoen euro plus bonussen werd Izquierdo de duurste uitgaande transfer aller tijden voor Club Brugge. Met Mathew Ryan kwam hij een oud-ploeggenoot van bij Club Brugge tegen in Brighton.
Izquierdo maakte op 26 augustus 2017 zijn officiële debuut voor Brighton: in de competitiewedstrijd tegen Watford FC mocht hij in de 81e minuut invallen voor Anthony Knockaert. Op de negende speeldag scoorde hij tegen West Ham United zijn eerste Premier League-goal. In zijn eerste seizoen was hij goed voor vijf goals en vier assists in de Premier League. In het seizoen daarop kon hij door een aanslepende blessure die hij op het WK 2018 opliep slechts vijftien competitiewedstrijden spelen, waarin hij goed was voor slechts twee assists.
De blessurezorgen van Izquierdo werden steeds erger: zo zag hij het volledige seizoen 2019/20 in rook opgaan. Op 3 oktober 2020 maakte hij zijn comeback bij de beloften van Brighton en was hij tegen de beloften van West Ham goed voor een doelpunt, maar zijn comeback bij het eerste elftal volgde pas op 24 april 2021: in de competitiewedstrijd tegen Sheffield United (1-0-verlies) mocht hij van trainer Graham Potter in de 82e minuut invallen voor Leandro Trossard. Het was zijn eerste officiële optreden voor het eerste elftal van Brighton in bijna twee jaar. Het werd meteen ook zijn laatste wedstrijd voor de club, want op het einde van het seizoen werd zijn aflopende contract niet verlengd.

## Clubstatistieken
| Seizoen     | Club                   | Competitie          | Competitie | Competitie | Beker | Beker | Internationaal | Internationaal | Totaal | Totaal |
| Seizoen     | Club                   | Competitie          | Wed.       | Dlp.       | Wed.  | Dlp.  | Wed.           | Dlp.           | Wed.   | Dlp.   |
| ----------- | ---------------------- | ------------------- | ---------- | ---------- | ----- | ----- | -------------- | -------------- | ------ | ------ |
| 2009/10     | Deportivo Pereira      | Categoría Primera A | 9          | 1          | 7     | 3     | —              | —              | 16     | 4      |
| 2010/11     | Deportivo Pereira      | Categoría Primera A | 21         | 1          | 6     | 1     | —              | —              | 27     | 2      |
| 2011/12     | Deportivo Pereira      | Categoría Primera A | 24         | 10         | 2     | 0     | —              | —              | 26     | 10     |
| 2012/13     | Deportivo Pereira      | Categoría Primera A | 15         | 2          | 6     | 0     | —              | —              | 21     | 2      |
| Club Totaal | Club Totaal            | Club Totaal         | 69         | 14         | 21    | 4     | 0              | 0              | 90     | 14     |
| 2013        | Once Caldas            | Categoría Primera A | 6          | 3          | 0     | 0     | —              | —              | 6      | 3      |
| 2014        | Once Caldas            | Categoría Primera A | 18         | 8          | 0     | 0     | —              | —              | 18     | 8      |
| Club Totaal | Club Totaal            | Club Totaal         | 24         | 11         | 0     | 0     | 0              | 0              | 24     | 11     |
| 2014/15     | Club Brugge            | Eerste klasse       | 32         | 13         | 6     | 2     | 6              | 0              | 44     | 15     |
| 2015/16     | Club Brugge            | Eerste klasse       | 24         | 7          | 6     | 0     | 7              | 0              | 37     | 7      |
| 2016/17     | Club Brugge            | Eerste klasse       | 28         | 14         | 1     | 0     | 5              | 1              | 34     | 16     |
| 2017/18     | Club Brugge            | Eerste klasse       | 0          | 0          | 0     | 0     | 2              | 0              | 2      | 0      |
| Club Totaal | Club Totaal            | Club Totaal         | 84         | 34         | 13    | 2     | 20             | 2              | 117    | 38     |
| 2017/18     | Brighton & Hove Albion | Premier League      | 32         | 5          | 4     | 0     | —              | —              | 36     | 5      |
| 2018/19     | Brighton & Hove Albion | Premier League      | 15         | 0          | 2     | 0     | —              | —              | 17     | 0      |
| 2019/20     | Brighton & Hove Albion | Premier League      | 0          | 0          | 0     | 0     | —              | —              | 0      | 0      |
| 2020/21     | Brighton & Hove Albion | Premier League      | 1          | 0          | 0     | 0     | —              | —              | 1      | 0      |
| Club Totaal | Club Totaal            | Club Totaal         | 48         | 5          | 6     | 0     | 0              | 0              | 54     | 5      |
| 2021/22     | Club Brugge            | Eerste klasse       | 2          | 0          | 1     | 1     | 1              | 0              | 4      | 1      |
| Club Totaal | Club Totaal            | Club Totaal         | 86         | 34         | 14    | 3     | 21             | 2              | 121    | 39     |
| TOTAAL      | TOTAAL                 | TOTAAL              | 242        | 65         | 46    | 8     | 21             | 2              | 309    | 75     |

## Interlandcarrière
Op 7 juni 2017 mocht Izquierdo in de vriendschappelijke wedstrijd tussen Spanje en Colombia in de 88e minuut invallen voor Juan Cuadrado. De wedstrijd eindigde op 2-2. Op 14 juni 2017 scoorde hij zijn eerste doelpunt voor Colombia in een vriendschappelijke interland tegen het Kameroen van de toenmalige trainer Hugo Broos. De goal viel in de 85e minuut en zorgde voor de 0-4, wat ook de eindscore bleef.
Izquierdo maakte ook deel uit van de nationale selectie voor het WK 2018 in Rusland. Daar begon Colombia met een enigszins verrassende nederlaag tegen het lager ingeschatte Japan (1-2), waarna de ploeg in de resterende twee groepswedstrijden te sterk was voor Polen (3-0) en Senegal (1-0). In de achtste finales echter werden de Colombianen na strafschoppen uitgeschakeld door Engeland (3-4), nadat beide teams in de reguliere speeltijd waren bleven steken op 1-1 door treffers van de Engelse topschutter Harry Kane (rake strafschop in de 57ste minuut) en een doeltreffende kopbal van verdediger Yerry Mina in blessuretijd. Carlos Bacca miste zijn inzet vanaf elf meter, net als Mateus Uribe. Izquierdo kwam als invaller in één duel in actie voor zijn vaderland.
| Interlands van José Izquierdo voor Colombia | Interlands van José Izquierdo voor Colombia | Interlands van José Izquierdo voor Colombia | Interlands van José Izquierdo voor Colombia | Interlands van José Izquierdo voor Colombia | Interlands van José Izquierdo voor Colombia | Interlands van José Izquierdo voor Colombia |
| №                                           | Datum                                       | Wedstrijd                                   | Uitslag                                     | Soort wedstrijd                             | Doelpunten                                  |                                             |
| Als speler bij Club Brugge                  | Als speler bij Club Brugge                  | Als speler bij Club Brugge                  | Als speler bij Club Brugge                  | Als speler bij Club Brugge                  | Als speler bij Club Brugge                  | Als speler bij Club Brugge                  |
| ------------------------------------------- | ------------------------------------------- | ------------------------------------------- | ------------------------------------------- | ------------------------------------------- | ------------------------------------------- | ------------------------------------------- |
| 1.                                          | 7 juni 2017                                 | Spanje – Colombia                           | 2 – 2                                       | Vriendschappelijk                           | 0                                           |                                             |
| 2.                                          | 13 juni 2017                                | Kameroen – Colombia                         | 0 – 4                                       | Vriendschappelijk                           | 1                                           |                                             |
| Als speler bij Brighton & Hove Albion       |                                             |                                             |                                             |                                             |                                             |                                             |
| 3.                                          | 23 maart 2018                               | Frankrijk – Colombia                        | 2 – 3                                       | Vriendschappelijk                           | 0                                           |                                             |
| 4.                                          | 27 maart 2018                               | Colombia – Australië                        | 0 – 0                                       | Vriendschappelijk                           | 0                                           |                                             |
| 5.                                          | 1 juni 2018                                 | Egypte – Colombia                           | 0 – 0                                       | Vriendschappelijk                           | 0                                           |                                             |
| 6.                                          | 19 juni 2018                                | Colombia – Japan                            | 1 – 2                                       | WK 2018 groepsfase                          | 0                                           |                                             |

## Erelijst
| Kampioen België    | 2x | 2015/16, 2021/22 |
| Beker van België   | 1x | 2014/15          |
| Belgische Supercup | 1x | 2016             |

| Individueel   |    |      |
| Gouden Schoen | 1x | 2016 |